# Valea Caselor, Dâmbovița
Valea Caselor este un sat în comuna Valea Mare din județul Dâmbovița, Muntenia, România.

## Monumente istorice
Mai multe munumente istorice se găsesc în acest sat:
- Biserica de lemn „Cuvioasa Paraschiva” din localitatea Valea Caselor, datând din secolul al XVIII-lea. În satul Valea Mare exista o biserică asemanătoare dar care a fost modificată și recontruită.

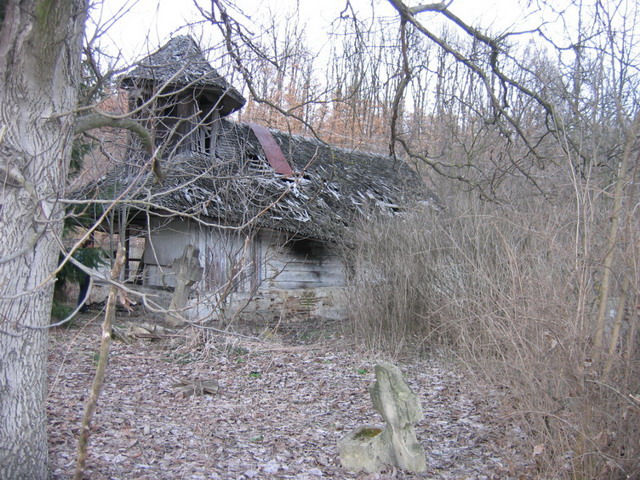

- Crucea de piatră din localitatea Valea Caselor, aflată în grădina lui Ilie Cristea, datând din anul 1727
- Crucea vistiernicului Stroe Leurdeanu aflată în localitatea Valea Caselor, pe  strada Principală, datând din anul 1647

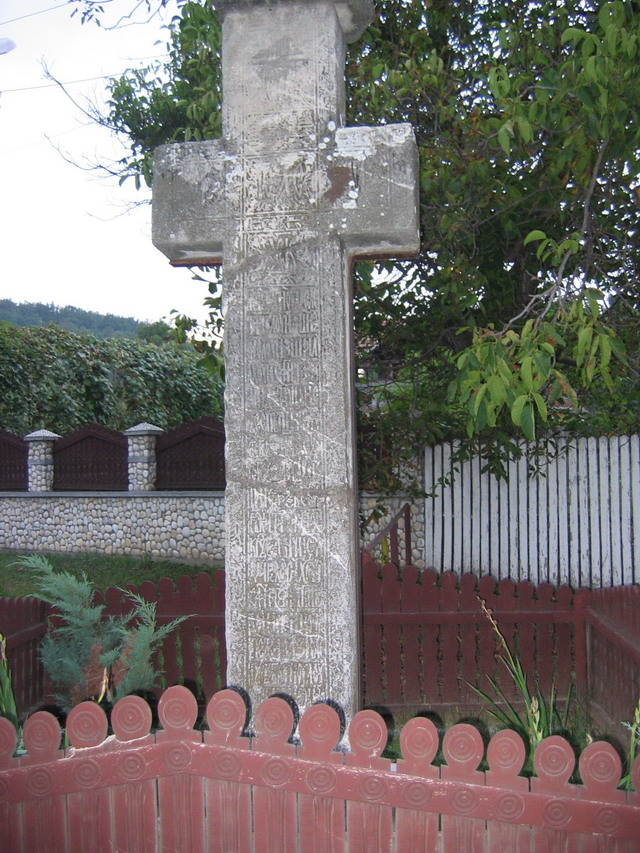

 Acest articol despre o localitate din județul Dâmbovița este deocamdată un ciot. Puteți ajuta Wikipedia prin completarea lui.